# Сужид
Сужид (словен. Sužid) — поселення біля м. Кобарід  в общині Кобарід, Регіон Горишка, Словенія. Висота над рівнем моря: 249,7 м.